# Vlatka
Vlatka je žensko slavensko ime.

## Pozadina i značenje
Vlatka znači ona koja vlada ili ona koja je jaka. Najčešće se koristi u Hrvatskoj, Makedoniji i Češkoj.

## Varijacije
- hrvatski: Vladica

## Poznati nositelji imena
- Vlatka Pokos

### Ostalo
- Vlatka Patka (Walt Disney)